# Melanasomyia aberrans
Melanasomyia aberrans là một loài ruồi trong họ Tachinidae.